# Cattedrale di Orléans
La cattedrale della Santa Croce (in francese Cathédrale Sainte-Croix) è il principale luogo di culto cattolico di Orléans, nel dipartimento del Loiret, In Francia. 
La chiesa, sede del vescovo di Orléans, è monumento storico di Francia dal 1862.

## Descrizione

### Dimensioni
- La cattedrale misura 140 metri di lunghezza ed è composta da 5 navate.
- Larghezza interna totale della navata: 40 metri.
- Larghezza interna al transetto: 53 metri.
- Larghezza esterna al transetto: 65 metri.
- Larghezza della facciata: 53 metri.
- Altezza sotto la volta: 32 metri.
- Le due torri s'innalzano a 88 metri.
- La freccia centrale sale a 114 metri.

### Gli organi

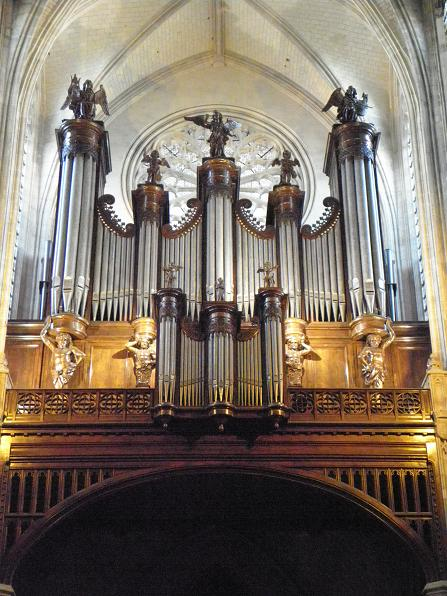
Grandi organi Cavaillé-Coll di Sainte-Croix d'Orléans

Il grande organo proviene dall'abbazia di Saint-Benoît-sur-Loire, scambiato con quello della cattedrale nel 1822. Presto rinnovato, subì interventi nel 1831 e poi ancora nel 1880 da parte di Cavaillé-Coll, che lo trasformò in un organo romantico.. Dopo altri interventi minori, lo strumento venne rinnovato per l'ultima volta da Bernard Hurvy a partire dal 2004 e rimesso in funzione nel settembre 2007.
Esso comprende quattro tastiere e una pedaliera per un totale di 54 registri e più di 3700 canne.
L'organo del coro è ugualmente un Cavaillé-Coll. Installato provvisoriamente nel 1837, sostituito da un organo definitivo nel 1846, comprende due tastiere e una pedaliera, 16 registri ed è classificato tra i Monumenti storici.

### Le campane

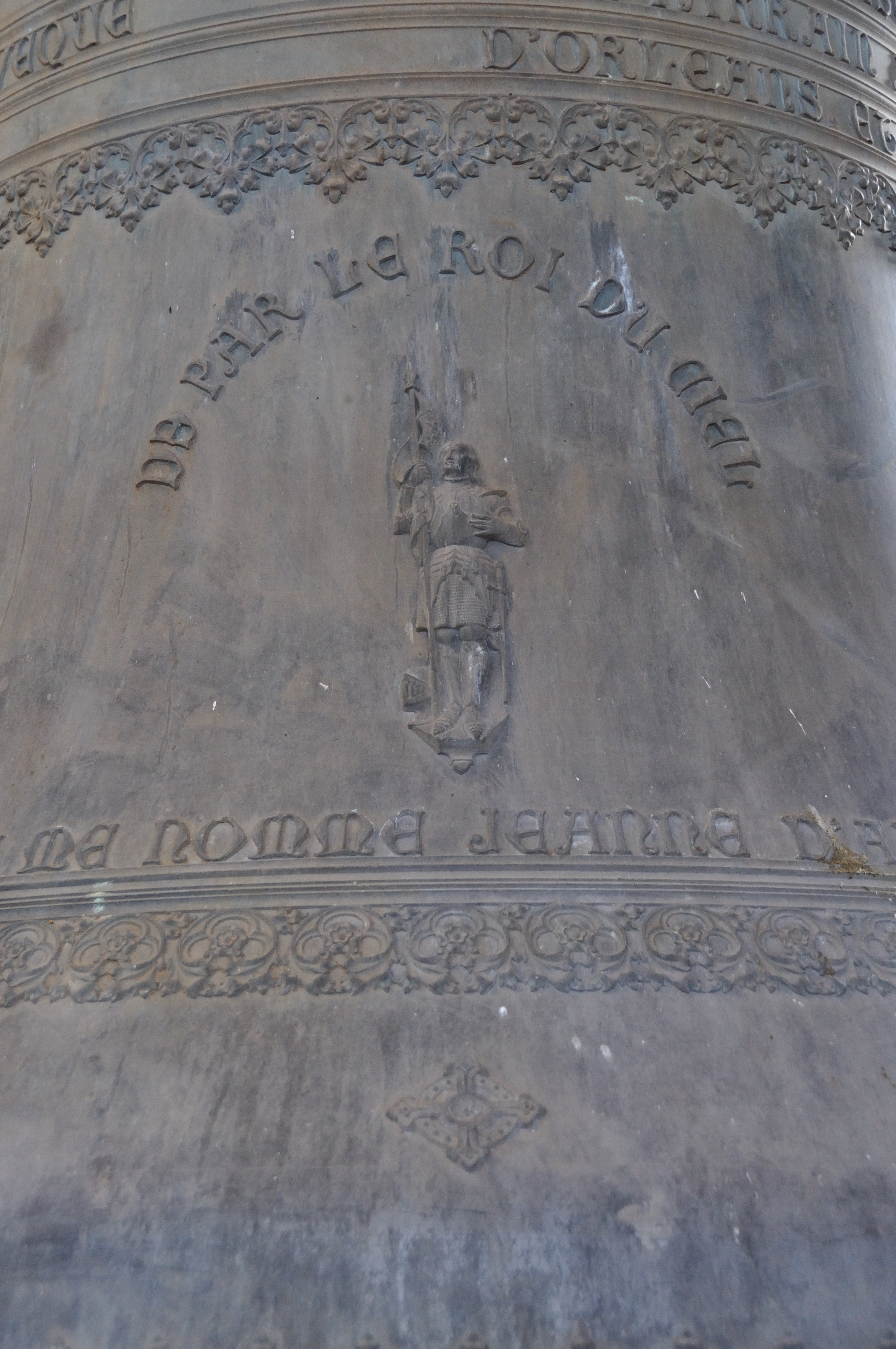
Bourdon Sainte Jeanne d'Arc

Le cinque campane si trovano nella torre nord. Quattro di esse provengono dalla fonderia di campane Bollée d'Orléans, fuse nel 1898. La Sainte-Jeanne d'Arc, le Bourdon è stata rifusa da Paccard nel 2012, essendosi incrinata quella di Bollée dopo molti decenni a seguito del bombardamento del 1944.
- Sainte-Jeanne d'Arc, peso 6000 kg, suono « Sol2 »;
- Saint-Michel, peso 2300 kg, suono « Do3 »;
- Sainte-Catherine, peso 1600 kg, suono « Ré3 »;
- Sainte-Marguerite, peso 1100 kg, suono « Mi3 »;
- Félix Dupanloup, peso 640 kg, suono « Sol3 ».